# Thru the Looking Glass
Thru the Looking Glass – dziesiąty album studyjny australijskiego muzyka Space Tribe'a wydany w 2005 roku przez Spiritzone.

## Lista utworów
1. "R U Normal"
2. "A Pinch of Psychedelic"
3. "Thru the Looking Glass"
4. "Spacecase"
5. "Astral Body Surfing"
6. "Unspeakable"
7. "Digital or Analogue"
8. "Space Is Stretching"
9. "Bali"